# Корженков Олександр Вікторович
Корженков Олександр Вікторович (есп. Aleksander Korĵenkov; нар. 23 травня 1958, Комишлов Свердловської області) — російський есперантолог, дослідник життя і творчості Людвіка Заменгофа.

## Біографічні дані
У 1980 році закінчив Тюменський індустріальний університет, отримавши фах інженера (спорудження газонафтопроводів, газосховищ і нафтобаз). У 1980—1983 роках працював у «Гіпротюменнафтогазі» (Тюмень), в 1984—1991 роках — в «Уралспецбудтрансгазі» (Свердловськ).

## Внесок в есперантологію
З травня 1991 року — редактор і видавець відродженого журналу «La Ondo de Esperanto». Нині проживає в Калінінграді.
Есперантист з 1976 року. Його перу належать численні статті, есе, огляди, лекції, підручник з декількох мовних та спеціальних курсів та семінарів. Автор кількох навчальних посібників та літературознавчих монографій. Його переклади з творів Брюсова, Чехова, Достоєвського, Пушкіна та інших російських письменників з'явились у книжковій формі та у вигляді публікацій в пресі. Спільно зі своєю дружиною Галиною Горецькою опублікував понад сто книг мовою есперанто та про нього. Запрошений професор історії есперанто в Університеті Адама Міцкевича (Познань, Польща). Підкастер Radio Esperanto.
Окрім есперанто володіє англійською, французькою та польською мовами.

## Обрані праці

### Історія есперанто за заменгофологія
- Есперанто після року 2000 (1998)[4](еспер.)
- Есперанто в Росії (спільно з Галиною Горецькою; 2000)[5](еспер.)
- Історія Есперанто (2005)[6](еспер.)
- Я є людина (збірка текстів Заменгофа; укладач редактор і автор коментарів 2006)[7](еспер.)
- Гомарано: Життя, твори та ідеї доктора Заменгофа (2009)[8](еспер.)
- Заменгофологія: Актуальні проблеми та завдання (2009)[9](еспер.)
- Заменгоф: Біографічний нарис (2010)[10](еспер.)
- Наш відданий колега (2018)[11](еспер.)

### Словникові праці
- Краткая грамматика эсперанто / Сост. А Коженков. — Екатеринбург: Издательство «Ruslanda Esperantisto», 1997. — 16 с.(рос.)
- Эсперанто-русский словарь: около 2000 слов / Сост. А Коженков. — Екатеринбург: Издательство «Ruslanda Esperantisto», 1997. — 32 с.(рос.)[12]